# Zeekr 9X
Zeekr 9X (укр. Зікр Дев`ять Ікс) ― гібридний позашляховик, що випускається китайською компанією Geely Automobile з 2025 року.

## Опис

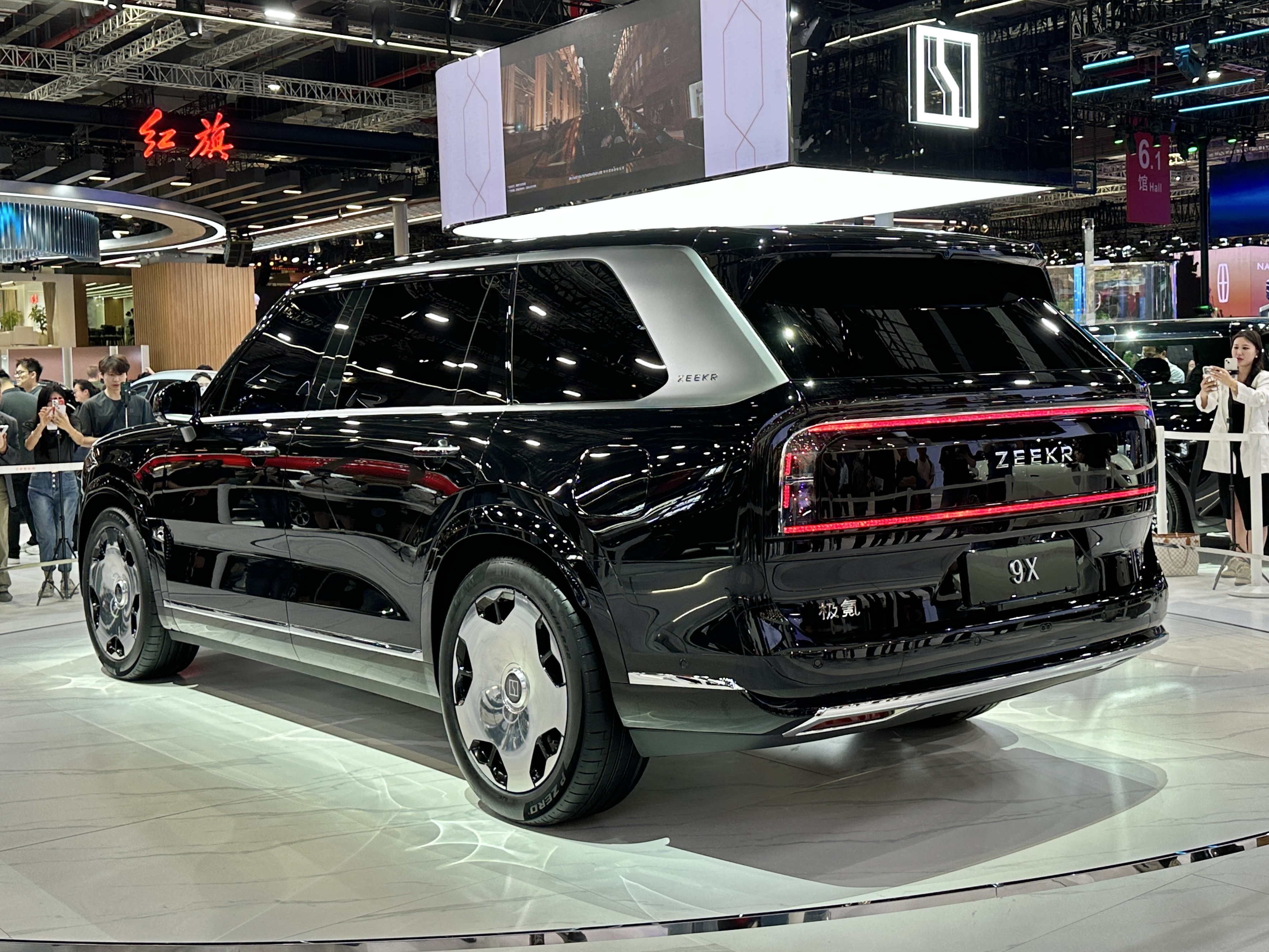

9X було представлено 23 квітня 2025 року на автосалоні в Шанхаї. Він став першим гібридним кросовером в модельному ряду Zeekr.
Він оснащений акумулятором Freevoy Battery від CATL і забезпечує чисто електричний запас ходу понад 380 км, що є найбільшим значенням серед усіх гібридних кросоверів у світі, за словами Zeekr.
У поєднанні з електроприводом від переднього двигуна потужністю 290 кВт (395 к.с.) і заднього двигуна потужністю 370 кВт (503 к.с.) для сумарної потужності 898 к.с.
9X здатний розганятися до 100 км/год за три секунди з максимальною швидкістю 240 км/год.
2,0-літровий бензиновий двигун з турбонаддувом працює в парі з триступінчастою автоматичною коробкою передач, що приводить у рух усі чотири колеса, у поєднанні з подвійним електродвигуном.
В автомобілі реалізована пневматична підвіска з двокамерною конструкцією та активними стабілізаторами.
Zeekr 9X також оснащений з системою автономного водіння бренду G-Pilot H9, яка, як стверджує Zeekr, надає можливості допомоги водієві рівня 3. Він оснащений подвійними чіпами Thor для сумарної обчислювальної потужності 1400 TOPS, що забезпечує роботу п'яти сенсорів lidar.